# Estación de Europa

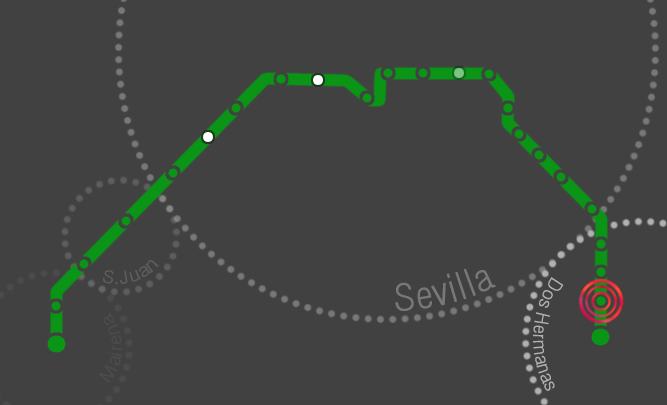
Localización

Europa, estación de la Línea 1 de Metro de Sevilla, es una de las cuatro estaciones dentro del término municipal de Dos Hermanas, está situada en el cruce de la Avenida de Montequinto con la Avenida de Europa.
Consta de vestíbulo cubierto en superficie y andén central subterráneo.
La estación de Europa tiene ascensor para personas de movilidad reducida, escaleras mecánicas, venta de billetes automática, sistema de evacuación de emergencia y mamparas de seguridad. Posee una tipología y distribución espacial similar a tres de las cuatro estaciones de metro situadas en el barrio de Montequinto.
La estación quedó inaugurada el día 23 de noviembre de 2009 a las 13:00 horas, tras la conclusión del periodo de dos meses de las pruebas de seguridad que se llevaron a cabo entre las estaciones de Montequinto  y Olivar de Quintos.

## Accesos
- Av. de Montequinto Esquina Av. de Europa.
- Av. de Montequinto.

## Líneas y correspondencias

### Servicios de metro
| << cabecera | < estación  | línea | estación >        | cabecera >>       |
| ----------- | ----------- | ----- | ----------------- | ----------------- |
| Ciudad Expo | Montequinto |       | Olivar de Quintos | Olivar de Quintos |

### Otras conexiones
- Parada de autobuses interurbanos.